# Sverre Berglie
Sverre Berglie (21 ottobre 1910 – 21 agosto 1985) è stato un calciatore norvegese, di ruolo attaccante.

## Carriera

### Club
Berglie vestì la maglia del Drafn.

### Nazionale
Disputò 3 partite per la Norvegia, con 5 reti all'attivo. Esordì l'8 giugno 1934, segnando una doppietta nel 4-0 inflitto ad una selezione amatoriale austriaca.